# Карпофагия

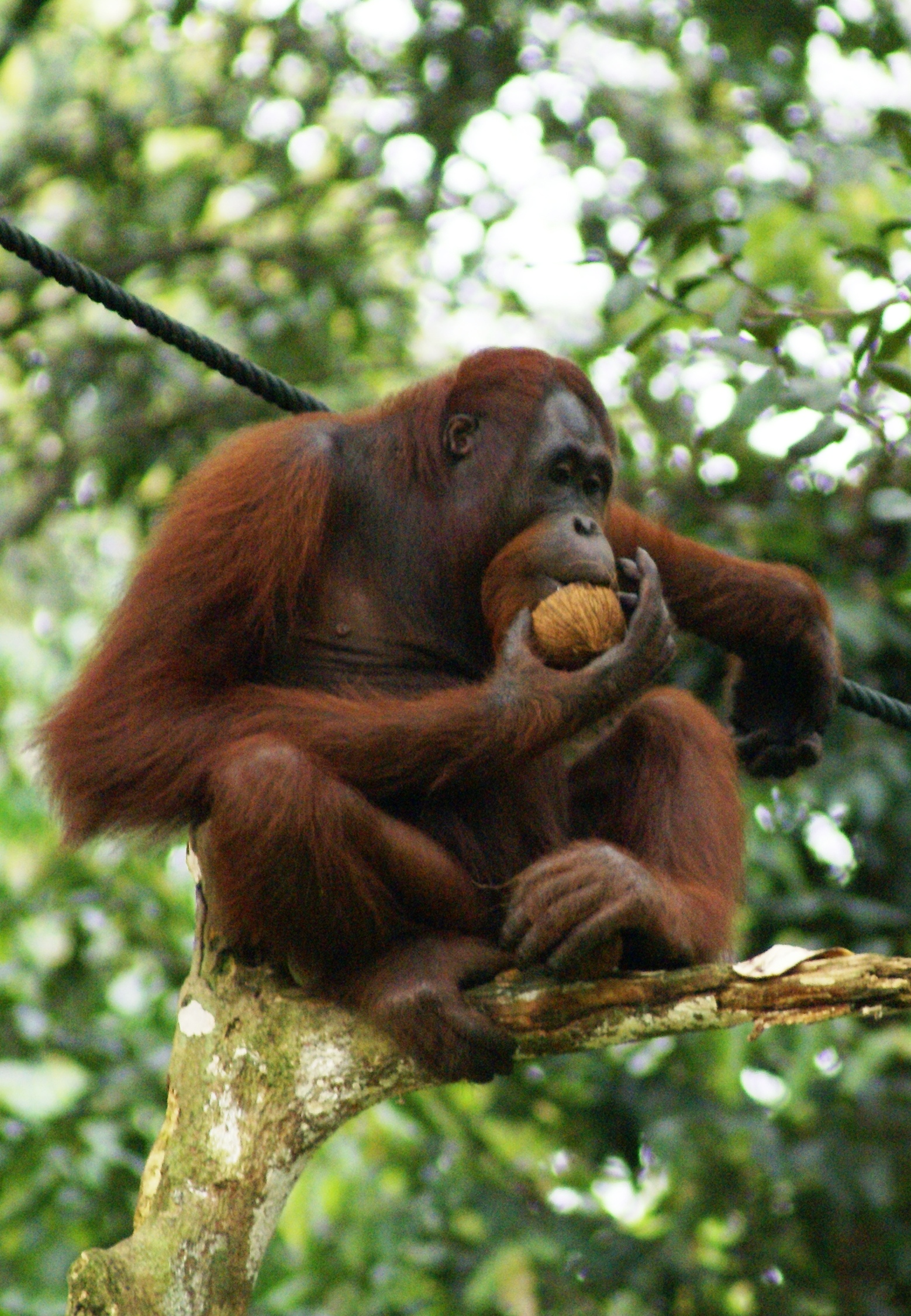
Орангутан, поедающий плод

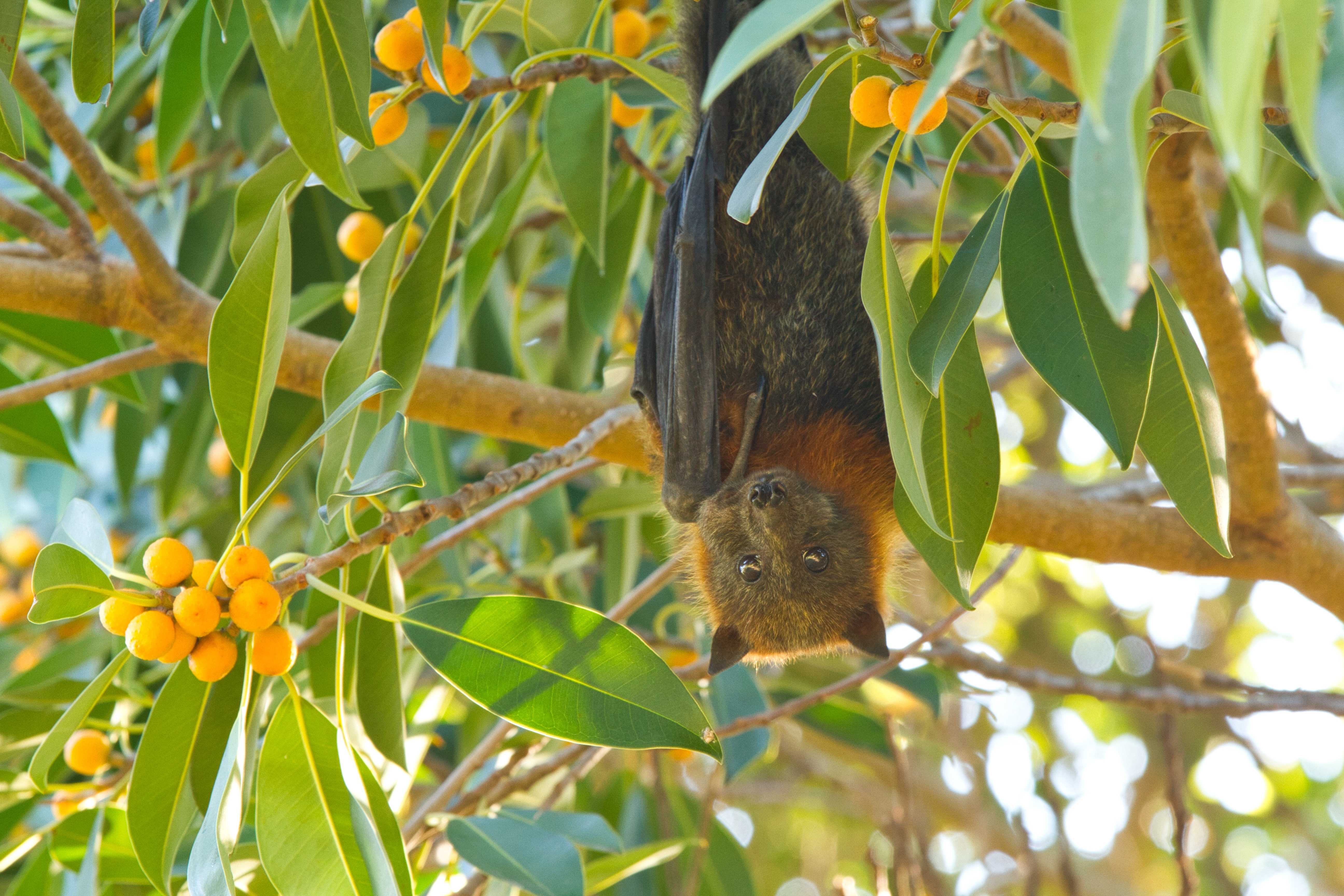
Большинство крыланов, как эта сероголовая летучая лисица, питаются фруктами

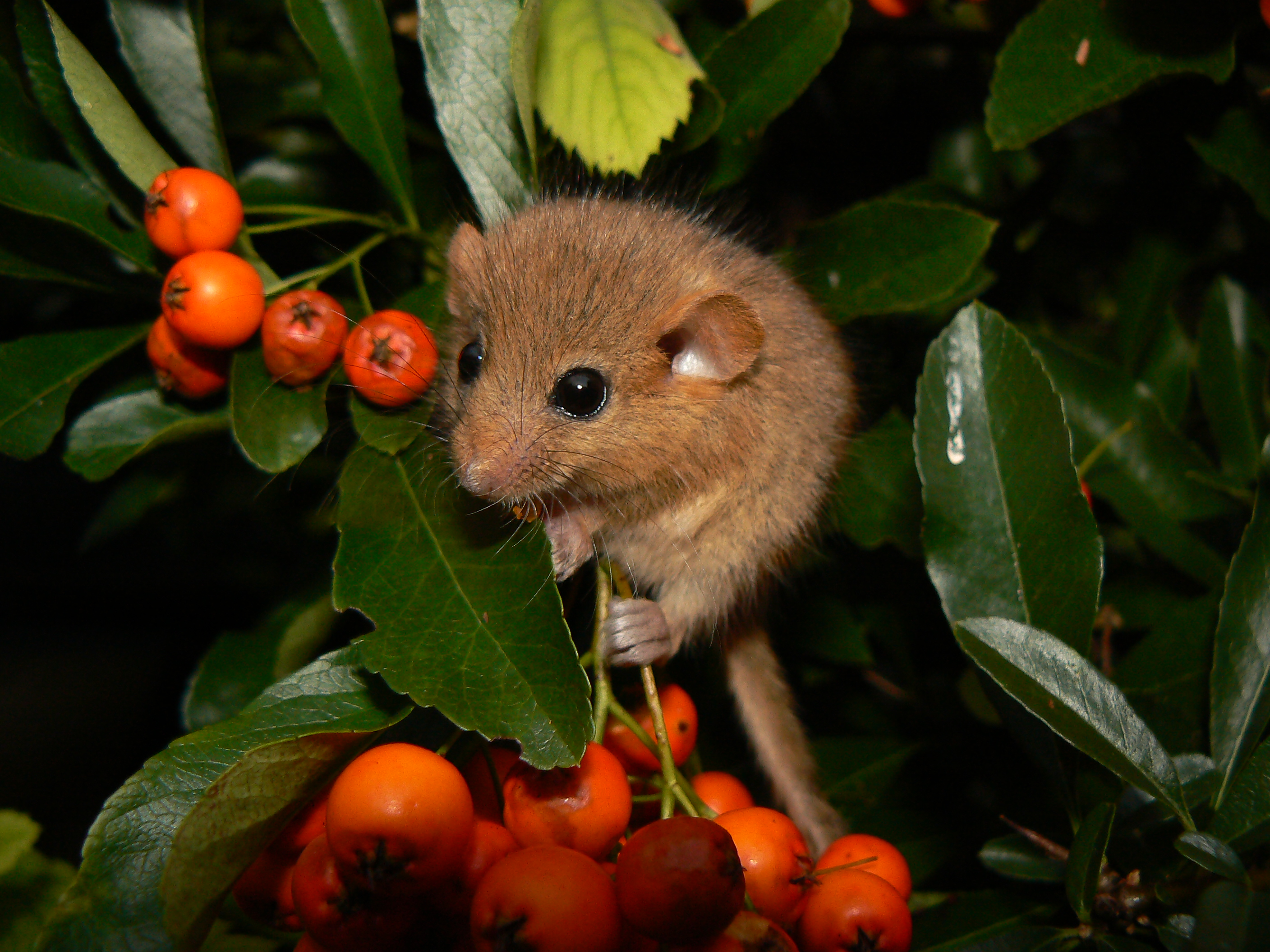
Орешниковая соня на рябине

Карпофагия (от др.-греч. καρπός — «плод» и φάγειν — «поедать»), или плодоядность — специализированная форма питания и пищевого поведения некоторых животных, питающихся плодами. Поскольку примерно 20 % всех растительноядных животных используют в своём рационе фрукты, плодоядность считается распространенным образом питания среди млекопитающих. Плодоядные животные могут быть как растительноядными, так и всеядными, но основой их рациона являются плоды, в меньшей степени корнеплоды и зелёные части растений.

## Плодоядные животные
Орангутаны (лат. Pongo) — род древесных человекообразных обезьян, одни из близких родственников человека. Питаются орангутаны в основном растительной пищей, их диета состоит на 65 % из фруктов, но также они едят молодые листья, кору, цветы и мед, могут лакомиться насекомыми, птичьими яйцами.
Гиббоновые (лат. Hylobatidae) — семейство приматов, обитающих в Юго-Восточной Азии. Гиббоновые являются наиболее близким к гоминидам семейством и, соответственно, нередко называются «малыми гоминидами». Основную часть питания гиббоновых составляют листья и фрукты. В небольших количествах они питаются также лепестками, насекомыми, изредка поедают птичьи яйца и небольших позвоночных.
Листоносые летучие мыши (лат. Phyllostomidae) — семейство млекопитающих подотряда летучих мышей.
1. Фруктоядные листоносы (Stenodermatinae) — мелкие и средних размеров плодоядные виды,
2. Настоящие листоносы (Phyllostominae) — среди них встречаются плодоядные виды размером от мелких до очень крупных,
3. Короткохвостые листоносы (Carolliinae) — мелкие неспециализированные плодоядные летучие мыши,
4. Широконосые листоносы (Brachyphyllinae) — мелкие плодоядные и нектароядные виды, обитающие в Вест-Индии.

Крылановые (лат. Pteropodidae) — семейство млекопитающих из отряда рукокрылых. Питаются крыланы в основном плодами манго, папайи, авокадо, гуавы, терминалии, сапотилового дерева, банана, кокосовых пальм и других тропических растений. Могут срывать плоды прямо на лету, либо вися рядом на одной ноге. Поедают плодовую мякоть или выдавливают и пьют сок. Некоторые виды мигрируют вслед за созреванием различных плодов. 
Карибская зелёная игуана (лат. Iguana delicatissima) — вид ящериц семейства игуановых рода настоящих игуан, обитающая на Малых Антильских островах Карибского моря. Iguana delicatissima являются исключительно травоядными животными, питаются в основном в утреннее время; диета включает в себя листья, цветы, и фрукты широкого диапазона кустарников и деревьев, включая Capparis, Юджинию, Hippomane, Ipomea, Опунцию, Паслён, и Tabebuia. Имеется сезонное изменение в питании, выраженное в лиственной диете в сухое время года, сменяемое цветочной и плодоядной во время влажного сезона. Предпочитает молодые листья, цветочные зародыши и зрелые фрукты. Рассеивание игуанами семян очень важно для многих прибрежных лесных видов растений, особенно имеющих горькие фрукты, которыми не питаются птицы и летучие мыши.